# (31842) 2000 CF77
2000 CF77 (asteroide 31842) é um asteroide da cintura principal. Possui uma excentricidade de 0.14598460 e uma inclinação de 1.97791º.
Este asteroide foi descoberto no dia 10 de fevereiro de 2000 por Korado Korlević em Visnjan.